# Copa Libertadores 2007
La Copa Libertadores 2007, denominada por motivos comerciales Copa Toyota Libertadores 2007, fue la cuadragésima octava edición del torneo de clubes más importante de América del Sur, organizado por la Confederación Sudamericana de Fútbol, en la que participaron equipos de once países: Argentina, Bolivia, Brasil, Chile, Colombia, Ecuador, México, Paraguay, Perú, Uruguay y Venezuela.
El campeón fue Boca Juniors de Argentina, que alcanzó de esta forma su sexto título en la competición, tras vencer en los cruces decisivos a Grêmio, de Brasil, con un global de 5-0 —victorias 3-0 como local y 2-0 como visitante—, en lo que es la final con mayor diferencia de goles en la historia del certamen. Clasificó así a la Copa Mundial de Clubes 2007, y disputó la Recopa Sudamericana 2008 frente a Arsenal. Accedió, también, a la segunda fase de la Copa Libertadores 2008.

## Formato
Un total de 12 equipos —los 2 últimos clasificados del país del campeón vigente, y el último clasificado de cada uno de los restantes países— disputaron la primera fase, en la cual se establecieron seis llaves. Cada una tuvo a su respectivo ganador, que accedió a la segunda fase, a la que ya se encontraban clasificados los restantes 26 equipos, constituyéndose así ocho grupos de 4 equipos. Los dos primeros de cada zona pasaron a las fases finales, disputadas bajo el sistema de eliminación directa y compuestas por los octavos de final, los cuartos de final, las semifinales y la final, en la que se declaró al campeón.
|                            |                            | Equipos que entran en esta fase | Equipos que provienen de la fase anterior                                       |
| -------------------------- | -------------------------- | --- | ------------------------------------------------------------------------------- |
| Primera fase (12 equipos)  | Primera fase (12 equipos)  | - 1 equipo de Argentina, Bolivia, Brasil, Chile, Colombia, Ecuador, México, Paraguay, Perú, Uruguay y Venezuela - 1 equipo extra del país del campeón vigente |                                                                                 |
| Segunda fase (32 equipos)  | Segunda fase (32 equipos)  | - 4 equipos de Argentina y Brasil - 2 equipos de Bolivia, Chile, Colombia, Ecuador, México, Paraguay, Perú, Uruguay y Venezuela                               | - 6 equipos clasificados de la Primera fase                                     |
| Fases finales (16 equipos) | Fases finales (16 equipos) | | - 8 equipos primeros de la Segunda fase - 8 equipos segundos de la Segunda fase |

## Equipos participantes
En cursiva los equipos debutantes en el torneo.
| País                             | Equipo                                                                    | Vía de clasificación |
| -------------------------------- | ------------------------------------------------------------------------- | --- |
| Argentina 5 cupos                | Boca Juniors Gimnasia y Esgrima (LP) River Plate Banfield Vélez Sarsfield | Campeón del Torneo Apertura 2005 y del Torneo Clausura 2006 Mejor equipo ubicado en la tabla de posiciones del Campeonato de Primera División 2005-06 2.º mejor equipo ubicado en la tabla de posiciones del Campeonato de Primera División 2005-06 3.º mejor equipo ubicado en la tabla de posiciones del Campeonato de Primera División 2005-06 4.º mejor equipo ubicado en la tabla de posiciones del Campeonato de Primera División 2005-06 |
| Bolivia 3 cupos                  | Bolívar Real Potosí Blooming                                              | Campeón del Torneo Clausura 2005-06 Subcampeón del Torneo Clausura 2005-06 Campeón del Torneo Apertura 2005-06 |
| Brasil 5 cupos + campeón vigente | Internacional Flamengo São Paulo Grêmio Santos Paraná                     | Campeón de la Copa Libertadores 2006 Campeón de la Copa de Brasil 2006 Campeón del Campeonato Brasileño de 2006 3.º puesto del Campeonato Brasileño de 2006 4.º puesto del Campeonato Brasileño de 2006 5.º puesto del Campeonato Brasileño de 2006 |
| Chile 3 cupos                    | Colo-Colo Audax Italiano Cobreloa                                         | Campeón del Torneo Apertura 2006 y del Torneo Clausura 2006 Subcampeón en la temporada 2006 con mayor puntaje acumulado Mejor equipo ubicado en la tabla general de la fase clasificatoria del Torneo Clausura 2006 |
| Colombia 3 cupos                 | Deportivo Pasto Cúcuta Deportivo Deportes Tolima                          | Campeón del Torneo Apertura 2006 Campeón del Torneo Finalización 2006 Mejor equipo ubicado en la Reclasificación 2006 |
| Ecuador 3 cupos                  | El Nacional Emelec Liga de Quito                                          | Campeón del Campeonato Ecuatoriano de 2006 Subcampeón del Campeonato Ecuatoriano de 2006 3.º puesto de la Liguilla Final del Campeonato Ecuatoriano de 2006 |
| México 3 cupos                   | Toluca Necaxa América                                                     | Ganador del partido entre el campeón del Torneo Clausura 2005 y el campeón del Torneo Apertura 2005 Campeón de la InterLiga 2007 Ganador de la segunda final de la InterLiga 2007 |
| Paraguay 3 cupos                 | Libertad Cerro Porteño Tacuary                                            | Campeón del Campeonato Paraguayo de 2006 Subcampeón del Campeonato Paraguayo de 2006 Mejor equipo ubicado en la tabla acumulada del Campeonato Paraguayo de 2006 |
| Perú 3 cupos                     | Alianza Lima Cienciano Sporting Cristal                                   | Campeón del Campeonato Descentralizado 2006 Subcampeón del Campeonato Descentralizado 2006 Mejor equipo ubicado en la tabla acumulada del Campeonato Descentralizado 2006 |
| Uruguay 3 cupos                  | Nacional Defensor Sporting Danubio                                        | Campeón del Campeonato Uruguayo de 2005-06 Ganador de la Liguilla Pre-Libertadores de América de 2006 2.º puesto de la Liguilla Pre-Libertadores de América de 2006 |
| Venezuela 3 cupos                | Caracas U. A. Maracaibo Deportivo Táchira                                 | Campeón de la Primera División Venezolana 2005-06 Subcampeón de la Primera División Venezolana 2005-06 Mejor equipo ubicado en la tabla acumulada de la Primera División Venezolana 2005-06 |

### Distribución geográfica de los equipos
Distribución geográfica de las sedes de los equipos participantes:

## Sorteo
El sorteo se realizó el 20 de diciembre de 2006 en la sede de la Confederación.

### Participantes de la Primera fase
| Participantes |                                                                                      |
| --- | ------------------------------------------------------------------------------------ |
| \| - Vélez Sarsfield - Blooming - Santos - Paraná - Cobreloa - Deportes Tolima \| - Liga de Quito - América - Tacuary - Sporting Cristal - Danubio - Deportivo Táchira \| |                                                                                      |
| - Vélez Sarsfield - Blooming - Santos - Paraná - Cobreloa - Deportes Tolima                                                                                               | - Liga de Quito - América - Tacuary - Sporting Cristal - Danubio - Deportivo Táchira |

### Bolilleros de la Segunda fase
| Bombo 1 | Bombo 2 | Bombo 3 | Bombo 4                                                                                   |
| --- | --- | --- | ----------------------------------------------------------------------------------------- |
| - Boca Juniors - Gimnasia y Esgrima (LP) - River Plate - Banfield - Internacional - Flamengo - São Paulo - Grêmio | - Bolívar - Real Potosí - Deportivo Pasto - Cúcuta Deportivo - El Nacional - Emelec - Caracas - U. A. Maracaibo | - Colo-Colo - Audax Italiano - Libertad - Cerro Porteño - Alianza Lima - Cienciano - Nacional - Defensor Sporting | - Toluca - Necaxa - Ganador A - Ganador B - Ganador C - Ganador D - Ganador E - Ganador F |

## Primera fase
| Fechas                     | Local en la ida   | Global | Local en la vuelta | Ida | Vuelta | Llave     |
| -------------------------- | ----------------- | ------ | ------------------ | --- | ------ | --------- |
| 31 de enero y 7 de febrero | Blooming          | 0:6    | Santos             | 0:1 | 0:5    | Ganador A |
| 30 de enero y 6 de febrero | Vélez Sarsfield   | 5:1    | Danubio            | 3:0 | 2:1    | Ganador B |
| 30 de enero y 8 de febrero | Deportivo Táchira | 1:4    | Deportes Tolima    | 1:2 | 0:2    | Ganador C |
| 1 y 6 de febrero           | Tacuary           | 1:4    | Liga de Quito      | 1:1 | 0:3    | Ganador D |
| 1 y 7 de febrero           | Cobreloa          | 1:3    | Paraná             | 0:2 | 1:1    | Ganador E |
| 24 y 31 de enero           | América           | 6:2    | Sporting Cristal   | 5:0 | 1:2    | Ganador F |

## Fase de grupos

### Grupo 1
| Equipo      | Pts. | PJ | PG | PE | PP | GF | GC | DG |
| ----------- | ---- | -- | -- | -- | -- | -- | -- | -- |
| Libertad    | 13   | 6  | 4  | 1  | 1  | 9  | 4  | 5  |
| América     | 12   | 6  | 4  | 0  | 2  | 12 | 10 | 2  |
| Banfield    | 9    | 6  | 3  | 0  | 3  | 8  | 8  | 0  |
| El Nacional | 1    | 6  | 0  | 1  | 5  | 4  | 11 | –7 |

| \| Fecha \| Lugar \| Local \| Resultado \| Visitante \| \| ------------- \| ---------------- \| ----------- \| --------- \| ----------- \| \| 20 de febrero \| Quito \| El Nacional \| 1:2 \| América \| \| 20 de febrero \| Asunción \| Libertad \| 1:0 \| Banfield \| \| 27 de febrero \| Banfield \| Banfield \| 4:1 \| El Nacional \| \| 1 de marzo \| Ciudad de México \| América \| 1:4 \| Libertad \| \| 6 de marzo \| Quito \| El Nacional \| 1:1 \| Libertad \| \| 7 de marzo \| Ciudad de México \| América \| 4:0 \| Banfield \| \| 21 de marzo \| Banfield \| Banfield \| 3:1 \| América \| \| 22 de marzo \| Asunción \| Libertad \| 1:0 \| El Nacional \| \| 3 de abril \| Quito \| El Nacional \| 0:1 \| Banfield \| \| 11 de abril \| Asunción \| Libertad \| 1:2 \| América \| \| 18 de abril \| Banfield \| Banfield \| 0:1 \| Libertad \| \| 18 de abril \| Ciudad de México \| América \| 2:1 \| El Nacional \| |                  |             |           |             |
| Fecha | Lugar            | Local       | Resultado | Visitante   |
| 20 de febrero | Quito            | El Nacional | 1:2       | América     |
| 20 de febrero | Asunción         | Libertad    | 1:0       | Banfield    |
| 27 de febrero | Banfield         | Banfield    | 4:1       | El Nacional |
| 1 de marzo | Ciudad de México | América     | 1:4       | Libertad    |
| 6 de marzo | Quito            | El Nacional | 1:1       | Libertad    |
| 7 de marzo | Ciudad de México | América     | 4:0       | Banfield    |
| 21 de marzo | Banfield         | Banfield    | 3:1       | América     |
| 22 de marzo | Asunción         | Libertad    | 1:0       | El Nacional |
| 3 de abril | Quito            | El Nacional | 0:1       | Banfield    |
| 11 de abril | Asunción         | Libertad    | 1:2       | América     |
| 18 de abril | Banfield         | Banfield    | 0:1       | Libertad    |
| 18 de abril | Ciudad de México | América     | 2:1       | El Nacional |

### Grupo 2
| Equipo         | Pts. | PJ | PG | PE | PP | GF | GC | DG  |
| -------------- | ---- | -- | -- | -- | -- | -- | -- | --- |
| Necaxa         | 12   | 6  | 4  | 0  | 2  | 9  | 7  | 2   |
| São Paulo      | 11   | 6  | 3  | 2  | 1  | 11 | 4  | 7   |
| Audax Italiano | 11   | 6  | 3  | 2  | 1  | 8  | 6  | 2   |
| Alianza Lima   | 0    | 6  | 0  | 0  | 6  | 2  | 13 | –11 |

| \| Fecha \| Lugar \| Local \| Resultado \| Visitante \| \| ------------- \| -------------- \| -------------- \| --------- \| -------------- \| \| 14 de febrero \| Santiago \| Audax Italiano \| 0:0 \| São Paulo \| \| 20 de febrero \| Lima \| Alianza Lima \| 1:2 \| Necaxa \| \| 28 de febrero \| São Paulo \| São Paulo \| 4:0 \| Alianza Lima \| \| 1 de marzo \| Aguascalientes \| Necaxa \| 2:0 \| Audax Italiano \| \| 13 de marzo \| Lima \| Alianza Lima \| 1:3 \| Audax Italiano \| \| 21 de marzo \| Aguascalientes \| Necaxa \| 2:1 \| São Paulo \| \| 27 de marzo \| Santiago \| Audax Italiano \| 1:0 \| Alianza Lima \| \| 4 de abril \| São Paulo \| São Paulo \| 3:0 \| Necaxa \| \| 11 de abril \| Santiago \| Audax Italiano \| 2:1 \| Necaxa \| \| 18 de abril \| Lima \| Alianza Lima \| 0:1 \| São Paulo \| \| 25 de abril \| São Paulo \| São Paulo \| 2:2 \| Audax Italiano \| \| 25 de abril \| Aguascalientes \| Necaxa \| 2:0 \| Alianza Lima \| |                |                |           |                |
| Fecha | Lugar          | Local          | Resultado | Visitante      |
| 14 de febrero | Santiago       | Audax Italiano | 0:0       | São Paulo      |
| 20 de febrero | Lima           | Alianza Lima   | 1:2       | Necaxa         |
| 28 de febrero | São Paulo      | São Paulo      | 4:0       | Alianza Lima   |
| 1 de marzo | Aguascalientes | Necaxa         | 2:0       | Audax Italiano |
| 13 de marzo | Lima           | Alianza Lima   | 1:3       | Audax Italiano |
| 21 de marzo | Aguascalientes | Necaxa         | 2:1       | São Paulo      |
| 27 de marzo | Santiago       | Audax Italiano | 1:0       | Alianza Lima   |
| 4 de abril | São Paulo      | São Paulo      | 3:0       | Necaxa         |
| 11 de abril | Santiago       | Audax Italiano | 2:1       | Necaxa         |
| 18 de abril | Lima           | Alianza Lima   | 0:1       | São Paulo      |
| 25 de abril | São Paulo      | São Paulo      | 2:2       | Audax Italiano |
| 25 de abril | Aguascalientes | Necaxa         | 2:0       | Alianza Lima   |

### Grupo 3
| Equipo           | Pts. | PJ | PG | PE | PP | GF | GC | DG |
| ---------------- | ---- | -- | -- | -- | -- | -- | -- | -- |
| Grêmio           | 10   | 6  | 3  | 1  | 2  | 4  | 4  | 0  |
| Cúcuta Deportivo | 9    | 6  | 2  | 3  | 1  | 9  | 7  | 2  |
| Deportes Tolima  | 7    | 6  | 2  | 1  | 3  | 5  | 6  | –1 |
| Cerro Porteño    | 7    | 6  | 2  | 1  | 3  | 4  | 5  | –1 |

| \| Fecha \| Lugar \| Local \| Resultado \| Visitante \| \| ------------- \| --------------- \| ---------------- \| --------- \| ---------------- \| \| 13 de febrero \| Cúcuta \| Cúcuta Deportivo \| 0:0 \| Deportes Tolima \| \| 15 de febrero \| Asunción \| Cerro Porteño \| 0:1 \| Grêmio \| \| 27 de febrero \| Porto Alegre \| Grêmio \| 0:0 \| Cúcuta Deportivo \| \| 7 de marzo \| Ibagué \| Deportes Tolima \| 1:0 \| Cerro Porteño \| \| 13 de marzo \| Cúcuta \| Cúcuta Deportivo \| 1:1 \| Cerro Porteño \| \| 15 de marzo \| Ibagué \| Deportes Tolima \| 1:0 \| Grêmio \| \| 20 de marzo \| Ciudad del Este \| Cerro Porteño \| 2:1 \| Cúcuta Deportivo \| \| 27 de marzo \| Porto Alegre \| Grêmio \| 1:0 \| Deportes Tolima \| \| 10 de abril \| Asunción \| Cerro Porteño \| 1:0 \| Deportes Tolima \| \| 11 de abril \| Cúcuta \| Cúcuta Deportivo \| 3:1 \| Grêmio \| \| 24 de abril \| Porto Alegre \| Grêmio \| 1:0 \| Cerro Porteño \| \| 24 de abril \| Ibagué \| Deportes Tolima \| 3:4 \| Cúcuta Deportivo \| |                 |                  |           |                  |
| Fecha | Lugar           | Local            | Resultado | Visitante        |
| 13 de febrero | Cúcuta          | Cúcuta Deportivo | 0:0       | Deportes Tolima  |
| 15 de febrero | Asunción        | Cerro Porteño    | 0:1       | Grêmio           |
| 27 de febrero | Porto Alegre    | Grêmio           | 0:0       | Cúcuta Deportivo |
| 7 de marzo | Ibagué          | Deportes Tolima  | 1:0       | Cerro Porteño    |
| 13 de marzo | Cúcuta          | Cúcuta Deportivo | 1:1       | Cerro Porteño    |
| 15 de marzo | Ibagué          | Deportes Tolima  | 1:0       | Grêmio           |
| 20 de marzo | Ciudad del Este | Cerro Porteño    | 2:1       | Cúcuta Deportivo |
| 27 de marzo | Porto Alegre    | Grêmio           | 1:0       | Deportes Tolima  |
| 10 de abril | Asunción        | Cerro Porteño    | 1:0       | Deportes Tolima  |
| 11 de abril | Cúcuta          | Cúcuta Deportivo | 3:1       | Grêmio           |
| 24 de abril | Porto Alegre    | Grêmio           | 1:0       | Cerro Porteño    |
| 24 de abril | Ibagué          | Deportes Tolima  | 3:4       | Cúcuta Deportivo |

### Grupo 4
| Equipo          | Pts. | PJ | PG | PE | PP | GF | GC | DG |
| --------------- | ---- | -- | -- | -- | -- | -- | -- | -- |
| Vélez Sarsfield | 11   | 6  | 3  | 2  | 1  | 6  | 3  | 3  |
| Nacional        | 10   | 6  | 3  | 1  | 2  | 9  | 5  | 4  |
| Internacional   | 10   | 6  | 3  | 1  | 2  | 7  | 7  | 0  |
| Emelec          | 3    | 6  | 1  | 0  | 5  | 3  | 10 | –7 |

| \| Fecha \| Lugar \| Local \| Resultado \| Visitante \| \| ------------- \| ------------ \| --------------- \| --------- \| --------------- \| \| 13 de febrero \| Guayaquil \| Emelec \| 0:1 \| Vélez Sarsfield \| \| 21 de febrero \| Montevideo \| Nacional \| 3:1 \| Internacional \| \| 28 de febrero \| Porto Alegre \| Internacional \| 3:0 \| Emelec \| \| 28 de febrero \| Buenos Aires \| Vélez Sarsfield \| 1:1 \| Nacional \| \| 14 de marzo \| Buenos Aires \| Vélez Sarsfield \| 3:0 \| Internacional \| \| 22 de marzo \| Guayaquil \| Emelec \| 1:0 \| Nacional \| \| 28 de marzo \| Porto Alegre \| Internacional \| 0:0 \| Vélez Sarsfield \| \| 3 de abril \| Montevideo \| Nacional \| 3:1 \| Emelec \| \| 10 de abril \| Guayaquil \| Emelec \| 1:2 \| Internacional \| \| 12 de abril \| Montevideo \| Nacional \| 2:0 \| Vélez Sarsfield \| \| 19 de abril \| Porto Alegre \| Internacional \| 1:0 \| Nacional \| \| 19 de abril \| Buenos Aires \| Vélez Sarsfield \| 1:0 \| Emelec \| |              |                 |           |                 |
| Fecha | Lugar        | Local           | Resultado | Visitante       |
| 13 de febrero | Guayaquil    | Emelec          | 0:1       | Vélez Sarsfield |
| 21 de febrero | Montevideo   | Nacional        | 3:1       | Internacional   |
| 28 de febrero | Porto Alegre | Internacional   | 3:0       | Emelec          |
| 28 de febrero | Buenos Aires | Vélez Sarsfield | 1:1       | Nacional        |
| 14 de marzo | Buenos Aires | Vélez Sarsfield | 3:0       | Internacional   |
| 22 de marzo | Guayaquil    | Emelec          | 1:0       | Nacional        |
| 28 de marzo | Porto Alegre | Internacional   | 0:0       | Vélez Sarsfield |
| 3 de abril | Montevideo   | Nacional        | 3:1       | Emelec          |
| 10 de abril | Guayaquil    | Emelec          | 1:2       | Internacional   |
| 12 de abril | Montevideo   | Nacional        | 2:0       | Vélez Sarsfield |
| 19 de abril | Porto Alegre | Internacional   | 1:0       | Nacional        |
| 19 de abril | Buenos Aires | Vélez Sarsfield | 1:0       | Emelec          |

### Grupo 5
| Equipo          | Pts. | PJ | PG | PE | PP | GF | GC | DG |
| --------------- | ---- | -- | -- | -- | -- | -- | -- | -- |
| Flamengo        | 16   | 6  | 5  | 1  | 0  | 10 | 4  | 6  |
| Paraná          | 9    | 6  | 3  | 0  | 3  | 9  | 8  | 1  |
| Real Potosí     | 6    | 6  | 1  | 3  | 2  | 8  | 9  | –1 |
| U. A. Maracaibo | 2    | 6  | 0  | 2  | 4  | 8  | 14 | –6 |

| \| Fecha \| Lugar \| Local \| Resultado \| Visitante \| \| ------------- \| -------------- \| --------------- \| --------- \| --------------- \| \| 14 de febrero \| Potosí \| Real Potosí \| 2:2 \| Flamengo \| \| 15 de febrero \| Maracaibo \| U. A. Maracaibo \| 2:4 \| Paraná \| \| 21 de febrero \| Curitiba \| Paraná \| 2:0 \| Real Potosí \| \| 21 de febrero \| Río de Janeiro \| Flamengo \| 3:1 \| U. A. Maracaibo \| \| 13 de marzo \| Maracaibo \| U. A. Maracaibo \| 1:1 \| Real Potosí \| \| 14 de marzo \| Curitiba \| Paraná \| 0:1 \| Flamengo \| \| 20 de marzo \| Potosí \| Real Potosí \| 2:2 \| U. A. Maracaibo \| \| 21 de marzo \| Río de Janeiro \| Flamengo \| 1:0 \| Paraná \| \| 4 de abril \| Maracaibo \| U. A. Maracaibo \| 1:2 \| Flamengo \| \| 10 de abril \| Potosí \| Real Potosí \| 3:1 \| Paraná \| \| 18 de abril \| Río de Janeiro \| Flamengo \| 1:0 \| Real Potosí \| \| 18 de abril \| Curitiba \| Paraná \| 2:1 \| U. A. Maracaibo \| |                |                 |           |                 |
| Fecha | Lugar          | Local           | Resultado | Visitante       |
| 14 de febrero | Potosí         | Real Potosí     | 2:2       | Flamengo        |
| 15 de febrero | Maracaibo      | U. A. Maracaibo | 2:4       | Paraná          |
| 21 de febrero | Curitiba       | Paraná          | 2:0       | Real Potosí     |
| 21 de febrero | Río de Janeiro | Flamengo        | 3:1       | U. A. Maracaibo |
| 13 de marzo | Maracaibo      | U. A. Maracaibo | 1:1       | Real Potosí     |
| 14 de marzo | Curitiba       | Paraná          | 0:1       | Flamengo        |
| 20 de marzo | Potosí         | Real Potosí     | 2:2       | U. A. Maracaibo |
| 21 de marzo | Río de Janeiro | Flamengo        | 1:0       | Paraná          |
| 4 de abril | Maracaibo      | U. A. Maracaibo | 1:2       | Flamengo        |
| 10 de abril | Potosí         | Real Potosí     | 3:1       | Paraná          |
| 18 de abril | Río de Janeiro | Flamengo        | 1:0       | Real Potosí     |
| 18 de abril | Curitiba       | Paraná          | 2:1       | U. A. Maracaibo |

### Grupo 6
| Equipo        | Pts. | PJ | PG | PE | PP | GF | GC | DG |
| ------------- | ---- | -- | -- | -- | -- | -- | -- | -- |
| Colo-Colo     | 9    | 6  | 3  | 0  | 3  | 12 | 7  | 5  |
| Caracas       | 9    | 6  | 3  | 0  | 3  | 7  | 10 | –3 |
| Liga de Quito | 8    | 6  | 2  | 2  | 2  | 7  | 8  | –1 |
| River Plate   | 8    | 6  | 2  | 2  | 2  | 5  | 6  | –1 |

| \| Fecha \| Lugar \| Local \| Resultado \| Visitante \| \| ------------- \| ------------ \| ------------- \| --------- \| ------------- \| \| 22 de febrero \| Santiago \| Colo-Colo \| 1:2 \| River Plate \| \| 22 de febrero \| Caracas \| Caracas \| 1:0 \| Liga de Quito \| \| 7 de marzo \| Quito \| Liga de Quito \| 3:1 \| Colo-Colo \| \| 8 de marzo \| Buenos Aires \| River Plate \| 0:1 \| Caracas \| \| 15 de marzo \| Quito \| Liga de Quito \| 1:1 \| River Plate \| \| 20 de marzo \| Cúcuta \| Caracas \| 0:4 \| Colo-Colo \| \| 29 de marzo \| Buenos Aires \| River Plate \| 0:0 \| Liga de Quito \| \| 30 de marzo \| Santiago \| Colo-Colo \| 2:1 \| Caracas \| \| 3 de abril \| Santiago \| Colo-Colo \| 4:0 \| Liga de Quito \| \| 5 de abril \| Cúcuta \| Caracas \| 3:1 \| River Plate \| \| 25 de abril \| Buenos Aires \| River Plate \| 1:0 \| Colo-Colo \| \| 25 de abril \| Quito \| Liga de Quito \| 3:1 \| Caracas \| |              |               |           |               |
| Fecha | Lugar        | Local         | Resultado | Visitante     |
| 22 de febrero | Santiago     | Colo-Colo     | 1:2       | River Plate   |
| 22 de febrero | Caracas      | Caracas       | 1:0       | Liga de Quito |
| 7 de marzo | Quito        | Liga de Quito | 3:1       | Colo-Colo     |
| 8 de marzo | Buenos Aires | River Plate   | 0:1       | Caracas       |
| 15 de marzo | Quito        | Liga de Quito | 1:1       | River Plate   |
| 20 de marzo | Cúcuta       | Caracas       | 0:4       | Colo-Colo     |
| 29 de marzo | Buenos Aires | River Plate   | 0:0       | Liga de Quito |
| 30 de marzo | Santiago     | Colo-Colo     | 2:1       | Caracas       |
| 3 de abril | Santiago     | Colo-Colo     | 4:0       | Liga de Quito |
| 5 de abril | Cúcuta       | Caracas       | 3:1       | River Plate   |
| 25 de abril | Buenos Aires | River Plate   | 1:0       | Colo-Colo     |
| 25 de abril | Quito        | Liga de Quito | 3:1       | Caracas       |

### Grupo 7
| Equipo       | Pts. | PJ | PG | PE | PP | GF | GC | DG  |
| ------------ | ---- | -- | -- | -- | -- | -- | -- | --- |
| Toluca       | 12   | 6  | 4  | 0  | 2  | 10 | 6  | 4   |
| Boca Juniors | 10   | 6  | 3  | 1  | 2  | 11 | 5  | 6   |
| Cienciano    | 9    | 6  | 3  | 0  | 3  | 12 | 9  | 3   |
| Bolívar      | 4    | 6  | 1  | 1  | 4  | 5  | 18 | –13 |

| \| Fecha \| Lugar \| Local \| Resultado \| Visitante \| \| ------------- \| --------------- \| ------------ \| --------- \| ------------ \| \| 14 de febrero \| La Paz \| Bolívar \| 0:0 \| Boca Juniors \| \| 21 de febrero \| Cuzco \| Cienciano \| 1:2 \| Toluca \| \| 27 de febrero \| Toluca de Lerdo \| Toluca \| 1:2 \| Bolívar \| \| 1 de marzo \| Buenos Aires \| Boca Juniors \| 1:0 \| Cienciano \| \| 8 de marzo \| Cuzco \| Cienciano \| 5:1 \| Bolívar \| \| 15 de marzo \| Toluca de Lerdo \| Toluca \| 2:0 \| Boca Juniors \| \| 22 de marzo \| Buenos Aires \| Boca Juniors \| 3:0 \| Toluca \| \| 28 de marzo \| La Paz \| Bolívar \| 2:3 \| Cienciano \| \| 4 de abril \| Cuzco \| Cienciano \| 3:0 \| Boca Juniors \| \| 12 de abril \| La Paz \| Bolívar \| 0:2 \| Toluca \| \| 26 de abril \| Buenos Aires \| Boca Juniors \| 7:0 \| Bolívar \| \| 26 de abril \| Toluca de Lerdo \| Toluca \| 3:0 \| Cienciano \| |                 |              |           |              |
| Fecha | Lugar           | Local        | Resultado | Visitante    |
| 14 de febrero | La Paz          | Bolívar      | 0:0       | Boca Juniors |
| 21 de febrero | Cuzco           | Cienciano    | 1:2       | Toluca       |
| 27 de febrero | Toluca de Lerdo | Toluca       | 1:2       | Bolívar      |
| 1 de marzo | Buenos Aires    | Boca Juniors | 1:0       | Cienciano    |
| 8 de marzo | Cuzco           | Cienciano    | 5:1       | Bolívar      |
| 15 de marzo | Toluca de Lerdo | Toluca       | 2:0       | Boca Juniors |
| 22 de marzo | Buenos Aires    | Boca Juniors | 3:0       | Toluca       |
| 28 de marzo | La Paz          | Bolívar      | 2:3       | Cienciano    |
| 4 de abril | Cuzco           | Cienciano    | 3:0       | Boca Juniors |
| 12 de abril | La Paz          | Bolívar      | 0:2       | Toluca       |
| 26 de abril | Buenos Aires    | Boca Juniors | 7:0       | Bolívar      |
| 26 de abril | Toluca de Lerdo | Toluca       | 3:0       | Cienciano    |

### Grupo 8
| Equipo                  | Pts. | PJ | PG | PE | PP | GF | GC | DG  |
| ----------------------- | ---- | -- | -- | -- | -- | -- | -- | --- |
| Santos                  | 18   | 6  | 6  | 0  | 0  | 12 | 1  | 11  |
| Defensor Sporting       | 9    | 6  | 3  | 0  | 3  | 8  | 7  | 1   |
| Gimnasia y Esgrima (LP) | 9    | 6  | 3  | 0  | 3  | 9  | 10 | –1  |
| Deportivo Pasto         | 0    | 6  | 0  | 0  | 6  | 3  | 14 | –11 |

| \| Fecha \| Lugar \| Local \| Resultado \| Visitante \| \| ------------- \| ---------- \| ----------------------- \| --------- \| ----------------------- \| \| 13 de febrero \| Montevideo \| Defensor Sporting \| 3:0 \| Gimnasia y Esgrima (LP) \| \| 21 de febrero \| Pasto \| Deportivo Pasto \| 0:1 \| Santos \| \| 1 de marzo \| Santos \| Santos \| 1:0 \| Defensor Sporting \| \| 6 de marzo \| La Plata \| Gimnasia y Esgrima (LP) \| 3:2 \| Deportivo Pasto \| \| 14 de marzo \| Santos \| Santos \| 3:0 \| Gimnasia y Esgrima (LP) \| \| 15 de marzo \| Pasto \| Deportivo Pasto \| 1:2 \| Defensor Sporting \| \| 22 de marzo \| La Plata \| Gimnasia y Esgrima (LP) \| 1:2 \| Santos \| \| 28 de marzo \| Montevideo \| Defensor Sporting \| 3:0 \| Deportivo Pasto \| \| 5 de abril \| Montevideo \| Defensor Sporting \| 0:2 \| Santos \| \| 5 de abril \| Pasto \| Deportivo Pasto \| 0:2 \| Gimnasia y Esgrima (LP) \| \| 19 de abril \| La Plata \| Gimnasia y Esgrima (LP) \| 3:0 \| Defensor Sporting \| \| 19 de abril \| Santos \| Santos \| 3:0 \| Deportivo Pasto \| |            |                         |           |                         |
| Fecha | Lugar      | Local                   | Resultado | Visitante               |
| 13 de febrero | Montevideo | Defensor Sporting       | 3:0       | Gimnasia y Esgrima (LP) |
| 21 de febrero | Pasto      | Deportivo Pasto         | 0:1       | Santos                  |
| 1 de marzo | Santos     | Santos                  | 1:0       | Defensor Sporting       |
| 6 de marzo | La Plata   | Gimnasia y Esgrima (LP) | 3:2       | Deportivo Pasto         |
| 14 de marzo | Santos     | Santos                  | 3:0       | Gimnasia y Esgrima (LP) |
| 15 de marzo | Pasto      | Deportivo Pasto         | 1:2       | Defensor Sporting       |
| 22 de marzo | La Plata   | Gimnasia y Esgrima (LP) | 1:2       | Santos                  |
| 28 de marzo | Montevideo | Defensor Sporting       | 3:0       | Deportivo Pasto         |
| 5 de abril | Montevideo | Defensor Sporting       | 0:2       | Santos                  |
| 5 de abril | Pasto      | Deportivo Pasto         | 0:2       | Gimnasia y Esgrima (LP) |
| 19 de abril | La Plata   | Gimnasia y Esgrima (LP) | 3:0       | Defensor Sporting       |
| 19 de abril | Santos     | Santos                  | 3:0       | Deportivo Pasto         |

## Fases finales
A partir de aquí, los dieciséis equipos clasificados disputaron una serie de eliminatorias a ida y vuelta, hasta consagrar al campeón.
Las fases finales estuvieron compuestas por cuatro etapas: octavos, cuartos, semifinales y final. A los fines de establecer las llaves de la primera etapa, los dieciséis equipos fueron ordenados en dos tablas, una con los clasificados como primeros (numerados del 1 al 8 de acuerdo con su desempeño en la segunda fase, determinada según los criterios de clasificación), y otra con aquellos clasificados como segundos (numerados del 9 al 16, con el mismo criterio), enfrentándose en octavos de final el 1 con el 16, el 2 con el 15, el 3 con el 14, y así sucesivamente. Durante todo el desarrollo de las fases finales, el equipo que ostentara menor número de orden que su rival de turno ejerció la localía en el partido de vuelta. Se estableció a partir de esta edición que en caso de que dos equipos de un mismo país alcanzaran la ronda de semifinales, se debía alterar, de ser necesario, el orden de las llaves para que ambos se enfrentaran en la mencionada instancia, a fin de evitar que puedan cruzarse en la final como había ocurrido en los dos años previos.

### Tabla de primeros
| N.º | Equipo          | Pts. | PJ | PG | PE | PP | GF | GC | DG |
| --- | --------------- | ---- | -- | -- | -- | -- | -- | -- | -- |
| 1   | Santos          | 18   | 6  | 6  | 0  | 0  | 12 | 1  | 11 |
| 2   | Flamengo        | 16   | 6  | 5  | 1  | 0  | 10 | 4  | 6  |
| 3   | Libertad        | 13   | 6  | 4  | 1  | 1  | 9  | 4  | 5  |
| 4   | Toluca          | 12   | 6  | 4  | 0  | 2  | 10 | 6  | 4  |
| 5   | Necaxa          | 12   | 6  | 4  | 0  | 2  | 9  | 7  | 2  |
| 6   | Vélez Sarsfield | 11   | 6  | 3  | 2  | 1  | 6  | 3  | 3  |
| 7   | Grêmio          | 10   | 6  | 3  | 1  | 2  | 4  | 4  | 0  |
| 8   | Colo-Colo       | 9    | 6  | 3  | 0  | 3  | 12 | 7  | 5  |

### Tabla de segundos
| N.º | Equipo            | Pts. | PJ | PG | PE | PP | GF | GC | DG |
| --- | ----------------- | ---- | -- | -- | -- | -- | -- | -- | -- |
| 9   | América           | 12   | 6  | 4  | 0  | 2  | 12 | 10 | 2  |
| 10  | São Paulo         | 11   | 6  | 3  | 2  | 1  | 11 | 4  | 7  |
| 11  | Boca Juniors      | 10   | 6  | 3  | 1  | 2  | 11 | 5  | 6  |
| 12  | Nacional          | 10   | 6  | 3  | 1  | 2  | 9  | 5  | 4  |
| 13  | Cúcuta Deportivo  | 9    | 6  | 2  | 3  | 1  | 9  | 7  | 2  |
| 14  | Paraná            | 9    | 6  | 3  | 0  | 3  | 9  | 8  | 1  |
| 15  | Defensor Sporting | 9    | 6  | 3  | 0  | 3  | 8  | 7  | 1  |
| 16  | Caracas           | 9    | 6  | 3  | 0  | 3  | 7  | 10 | –3 |

### Cuadro de desarrollo
|  | Octavos de final | Octavos de final  | Octavos de final | Octavos de final | Octavos de final |   |       | Cuartos de final  | Cuartos de final | Cuartos de final | Cuartos de final | Cuartos de final |  |    | Semifinales              | Semifinales              | Semifinales              | Semifinales              | Semifinales              |  |   | Final            | Final            | Final            | Final            | Final            |  |
|  | 2 al 10 de mayo  | 2 al 10 de mayo   | 2 al 10 de mayo  | 2 al 10 de mayo  | 2 al 10 de mayo  |   |       | 15 al 24 de mayo  | 15 al 24 de mayo | 15 al 24 de mayo | 15 al 24 de mayo | 15 al 24 de mayo |  |    | 30 de mayo al 7 de junio | 30 de mayo al 7 de junio | 30 de mayo al 7 de junio | 30 de mayo al 7 de junio | 30 de mayo al 7 de junio |  |   | 13 y 20 de junio | 13 y 20 de junio | 13 y 20 de junio | 13 y 20 de junio | 13 y 20 de junio |  |
|  |                  |                   |                  |                  |                  |   |       |                   |                  |                  |                  |                  |  |    |                          |                          |                          |                          |                          |  |   |                  |                  |                  |                  |                  |  |
|  |                  |                   |                  |                  |                  |   |       |                   |                  |                  |                  |                  |  |    |                          |                          |                          |                          |                          |  |   |                  |                  |                  |                  |                  |  |
|  | 1                | Santos            | 2                | 3                | 5                |   |       |                   |                  |                  |                  |                  |  |    |                          |                          |                          |                          |                          |  |   |                  |                  |                  |                  |                  |  |
|  | 1                | Santos            | 2                | 3                | 5                |   |       |                   |                  |                  |                  |                  |  |    |                          |                          |                          |                          |                          |  |   |                  |                  |                  |                  |                  |  |
|  | 16               | Caracas           | 2                | 2                | 4                |   |       |                   |                  |                  |                  |                  |  |    |                          |                          |                          |                          |                          |  |   |                  |                  |                  |                  |                  |  |
|  | 16               | Caracas           | 2                | 2                | 4                |   | 1     | Santos            | 0                | 2                | 2                |                  |  |    |                          |                          |                          |                          |                          |  |   |                  |                  |                  |                  |                  |  |
|  |                  |                   |                  |                  |                  |   | 1     | Santos            | 0                | 2                | 2                |                  |  |    |                          |                          |                          |                          |                          |  |   |                  |                  |                  |                  |                  |  |
|  |                  |                   | 9                | América          | 0                | 1 | 1     |                   |                  |                  |                  |                  |  |    |                          |                          |                          |                          |                          |  |   |                  |                  |                  |                  |                  |  |
|  | 8                | Colo-Colo         | 9                | América          | 0                | 1 | 1     | 0                 | 2                | 2                |                  |                  |  |    |                          |                          |                          |                          |                          |  |   |                  |                  |                  |                  |                  |  |
|  | 8                | Colo-Colo         |                  |                  |                  |   |       |                   |                  | 2                |                  |                  |  |    |                          |                          |                          |                          |                          |  |   |                  |                  |                  |                  |                  |  |
|  | 9                | América           | 3                | 1                | 4                |   |       |                   |                  |                  |                  |                  |  |    |                          |                          |                          |                          |                          |  |   |                  |                  |                  |                  |                  |  |
|  | 9                | América           | 3                | 1                | 4                |   |       |                   |                  |                  |                  |                  |  | 1  | Santos                   | 0                        | 3                        | 3                        |                          |  |   |                  |                  |                  |                  |                  |  |
|  |                  |                   |                  |                  |                  |   |       |                   |                  |                  |                  |                  |  | 1  | Santos                   | 0                        | 3                        | 3                        |                          |  |   |                  |                  |                  |                  |                  |  |
|  |                  |                   | 7                | Grêmio (v)       | 2                | 1 | 3     |                   |                  |                  |                  |                  |  |    |                          |                          |                          |                          |                          |  |   |                  |                  |                  |                  |                  |  |
|  | 2                | Flamengo          | 7                | Grêmio (v)       | 2                | 1 | 3     | 0                 | 2                | 2                |                  |                  |  |    |                          |                          |                          |                          |                          |  |   |                  |                  |                  |                  |                  |  |
|  | 2                | Flamengo          |                  |                  |                  |   |       |                   |                  | 2                |                  |                  |  |    |                          |                          |                          |                          |                          |  |   |                  |                  |                  |                  |                  |  |
|  | 15               | Defensor Sporting | 3                | 0                | 3                |   |       |                   |                  |                  |                  |                  |  |    |                          |                          |                          |                          |                          |  |   |                  |                  |                  |                  |                  |  |
|  | 15               | Defensor Sporting | 3                | 0                | 3                |   | 15    | Defensor Sporting | 2                | 0                | 2 (2)            |                  |  |    |                          |                          |                          |                          |                          |  |   |                  |                  |                  |                  |                  |  |
|  |                  |                   |                  |                  |                  |   | 15    | Defensor Sporting | 2                | 0                | 2 (2)            |                  |  |    |                          |                          |                          |                          |                          |  |   |                  |                  |                  |                  |                  |  |
|  |                  |                   | 7                | Grêmio (p)       | 0                | 2 | 2 (4) |                   |                  |                  |                  |                  |  |    |                          |                          |                          |                          |                          |  |   |                  |                  |                  |                  |                  |  |
|  | 7                | Grêmio            | 7                | Grêmio (p)       | 0                | 2 | 2 (4) | 0                 | 2                | 2                |                  |                  |  |    |                          |                          |                          |                          |                          |  |   |                  |                  |                  |                  |                  |  |
|  | 7                | Grêmio            |                  |                  |                  |   |       |                   |                  | 2                |                  |                  |  |    |                          |                          |                          |                          |                          |  |   |                  |                  |                  |                  |                  |  |
|  | 10               | São Paulo         | 1                | 0                | 1                |   |       |                   |                  |                  |                  |                  |  |    |                          |                          |                          |                          |                          |  |   |                  |                  |                  |                  |                  |  |
|  | 10               | São Paulo         | 1                | 0                | 1                |   |       |                   |                  |                  |                  |                  |  |    |                          |                          |                          |                          |                          |  | 7 | Grêmio           | 0                | 0                | 0                |                  |  |
|  |                  |                   |                  |                  |                  |   |       |                   |                  |                  |                  |                  |  |    |                          |                          |                          |                          |                          |  | 7 | Grêmio           | 0                | 0                | 0                |                  |  |
|  |                  |                   | 11               | Boca Juniors     | 3                | 2 | 5     |                   |                  |                  |                  |                  |  |    |                          |                          |                          |                          |                          |  |   |                  |                  |                  |                  |                  |  |
|  | 4                | Toluca            | 11               | Boca Juniors     | 3                | 2 | 5     | 1                 | 2                | 3                |                  |                  |  |    |                          |                          |                          |                          |                          |  |   |                  |                  |                  |                  |                  |  |
|  | 4                | Toluca            |                  |                  |                  |   |       |                   |                  | 3                |                  |                  |  |    |                          |                          |                          |                          |                          |  |   |                  |                  |                  |                  |                  |  |
|  | 13               | Cúcuta Deportivo  | 5                | 0                | 5                |   |       |                   |                  |                  |                  |                  |  |    |                          |                          |                          |                          |                          |  |   |                  |                  |                  |                  |                  |  |
|  | 13               | Cúcuta Deportivo  | 5                | 0                | 5                |   | 13    | Cúcuta Deportivo  | 2                | 2                | 4                |                  |  |    |                          |                          |                          |                          |                          |  |   |                  |                  |                  |                  |                  |  |
|  |                  |                   |                  |                  |                  |   | 13    | Cúcuta Deportivo  | 2                | 2                | 4                |                  |  |    |                          |                          |                          |                          |                          |  |   |                  |                  |                  |                  |                  |  |
|  |                  |                   | 12               | Nacional         | 0                | 2 | 2     |                   |                  |                  |                  |                  |  |    |                          |                          |                          |                          |                          |  |   |                  |                  |                  |                  |                  |  |
|  | 5                | Necaxa            | 12               | Nacional         | 0                | 2 | 2     | 2                 | 0                | 2                |                  |                  |  |    |                          |                          |                          |                          |                          |  |   |                  |                  |                  |                  |                  |  |
|  | 5                | Necaxa            |                  |                  |                  |   |       |                   |                  | 2                |                  |                  |  |    |                          |                          |                          |                          |                          |  |   |                  |                  |                  |                  |                  |  |
|  | 12               | Nacional          | 3                | 1                | 4                |   |       |                   |                  |                  |                  |                  |  |    |                          |                          |                          |                          |                          |  |   |                  |                  |                  |                  |                  |  |
|  | 12               | Nacional          | 3                | 1                | 4                |   |       |                   |                  |                  |                  |                  |  | 13 | Cúcuta Deportivo         | 3                        | 0                        | 3                        |                          |  |   |                  |                  |                  |                  |                  |  |
|  |                  |                   |                  |                  |                  |   |       |                   |                  |                  |                  |                  |  | 13 | Cúcuta Deportivo         | 3                        | 0                        | 3                        |                          |  |   |                  |                  |                  |                  |                  |  |
|  |                  |                   | 11               | Boca Juniors     | 1                | 3 | 4     |                   |                  |                  |                  |                  |  |    |                          |                          |                          |                          |                          |  |   |                  |                  |                  |                  |                  |  |
|  | 3                | Libertad          | 11               | Boca Juniors     | 1                | 3 | 4     | 2                 | 1                | 3                |                  |                  |  |    |                          |                          |                          |                          |                          |  |   |                  |                  |                  |                  |                  |  |
|  | 3                | Libertad          |                  |                  |                  |   |       |                   |                  | 3                |                  |                  |  |    |                          |                          |                          |                          |                          |  |   |                  |                  |                  |                  |                  |  |
|  | 14               | Paraná            | 1                | 1                | 2                |   |       |                   |                  |                  |                  |                  |  |    |                          |                          |                          |                          |                          |  |   |                  |                  |                  |                  |                  |  |
|  | 14               | Paraná            | 1                | 1                | 2                |   | 3     | Libertad          | 1                | 0                | 1                |                  |  |    |                          |                          |                          |                          |                          |  |   |                  |                  |                  |                  |                  |  |
|  |                  |                   |                  |                  |                  |   | 3     | Libertad          | 1                | 0                | 1                |                  |  |    |                          |                          |                          |                          |                          |  |   |                  |                  |                  |                  |                  |  |
|  |                  |                   | 11               | Boca Juniors     | 1                | 2 | 3     |                   |                  |                  |                  |                  |  |    |                          |                          |                          |                          |                          |  |   |                  |                  |                  |                  |                  |  |
|  | 6                | Vélez Sarsfield   | 11               | Boca Juniors     | 1                | 2 | 3     | 0                 | 3                | 3                |                  |                  |  |    |                          |                          |                          |                          |                          |  |   |                  |                  |                  |                  |                  |  |
|  | 6                | Vélez Sarsfield   |                  |                  |                  |   |       |                   |                  | 3                |                  |                  |  |    |                          |                          |                          |                          |                          |  |   |                  |                  |                  |                  |                  |  |
|  | 11               | Boca Juniors      | 3                | 1                | 4                |   |       |                   |                  |                  |                  |                  |  |    |                          |                          |                          |                          |                          |  |   |                  |                  |                  |                  |                  |  |
|  | 11               | Boca Juniors      | 3                | 1                | 4                |   |       |                   |                  |                  |                  |                  |  |    |                          |                          |                          |                          |                          |  |   |                  |                  |                  |                  |                  |  |
|  |                  |                   |                  |                  |                  |   |       |                   |                  |                  |                  |                  |  |    |                          |                          |                          |                          |                          |  |   |                  |                  |                  |                  |                  |  |

- Nota: En cada llave, el equipo con el menor número de orden es el que definió la serie como local.
- Nota 2: El reglamento de la competición establece: A la final no podrán arribar dos equipos de una misma asociación nacional. Por lo tanto, si dos clubes de una misma asociación accedieron a semifinales, estos deberán enfrentarse entre sí en dicha instancia. Al haber arribado dos equipos brasileños a semifinales —Grêmio y Santos—, el cuadro debió alterarse de manera tal que ambos equipos tuvieron que enfrentarse en dicha instancia. Los otros dos cuadros semifinalistas —Boca Juniors y Cúcuta Deportivo— se cruzaron en la otra llave.

### Octavos de final
| 2 de mayo de 2007, 16:15 (UTC-4) | Caracas                    | 2:2 (0:1) | Santos                      | Estadio Olímpico, Caracas                                    |                                                              |
|                                  | Velásquez 55' · Vielma 87' | Reporte   | Zé Roberto 14' · Kléber 64' | Asistencia: 26 087 espectadores Árbitro(s): Mauricio Reinoso | Asistencia: 26 087 espectadores Árbitro(s): Mauricio Reinoso |

| 10 de mayo de 2007, 18:30 (UTC-3) | Santos                             | 3:2 (2:2) | Caracas                  | Estadio Urbano Caldeira, Santos                             |                                                             |
|                                   | Adaílton 35' · Zé Roberto 40', 66' | Reporte   | Rey 22' · Carpintero 32' | Asistencia: 10 826 espectadores Árbitro(s): Carlos Amarilla | Asistencia: 10 826 espectadores Árbitro(s): Carlos Amarilla |

| 2 de mayo de 2007, 17:30 (UTC-5) | América                                 | 3:0 (2:0) | Colo-Colo | Estadio Azteca, Ciudad de México                          |                                                           |
|                                  | Cabañas 28' · Fernández 30' · Rojas 55' | Reporte   |           | Asistencia: 87 307 espectadores Árbitro(s): Antonio Arias | Asistencia: 87 307 espectadores Árbitro(s): Antonio Arias |

| 8 de mayo de 2007, 19:45 (UTC-4) | Colo-Colo                     | 2:1 (0:0) | América     | Estadio Monumental, Santiago                                |                                                             |
|                                  | Castro 70' (a.g.) · Suazo 88' | Reporte   | Infante 87' | Asistencia: 22 569 espectadores Árbitro(s): Jorge Larrionda | Asistencia: 22 569 espectadores Árbitro(s): Jorge Larrionda |

| 3 de mayo de 2007, 21:30 (UTC-5) | Cúcuta Deportivo                                         | 5:1 (4:1) | Toluca     | Estadio General Santander, Cúcuta                        |                                                          |
|                                  | Martínez 32', 42', 45+3' · Castro 34' · Del Castillo 88' | Reporte   | Sánchez 1' | Asistencia: 36 304 espectadores Árbitro(s): Saúl Laverni | Asistencia: 36 304 espectadores Árbitro(s): Saúl Laverni |

| 8 de mayo de 2007, 21:15 (UTC-5) | Toluca                 | 2:0 (1:0) | Cúcuta Deportivo | Estadio Nemesio Díez, Toluca de Lerdo                       |                                                             |
|                                  | Sinha 22' · Scocco 90' | Reporte   |                  | Asistencia: 26 557 espectadores Árbitro(s): Manuel Andarcia | Asistencia: 26 557 espectadores Árbitro(s): Manuel Andarcia |

| 3 de mayo de 2007, 21:15 (UTC-3) | Nacional                           | 3:2 (2:1) | Necaxa                  | Estadio Gran Parque Central, Montevideo                     |                                                             |
|                                  | Vera 7' · Godín 24' · Martínez 55' | Reporte   | Kléber Pereira 10', 53' | Asistencia: 13 204 espectadores Árbitro(s): Sálvio Fagundes | Asistencia: 13 204 espectadores Árbitro(s): Sálvio Fagundes |

| 10 de mayo de 2007, 21:30 (UTC-5) | Necaxa | 0:1 (0:0) | Nacional     | Estadio Azteca, Ciudad de México                            |                                                             |
|                                   |        | Reporte   | Martínez 88' | Asistencia: 31 314 espectadores Árbitro(s): Sergio Pezzotta | Asistencia: 31 314 espectadores Árbitro(s): Sergio Pezzotta |

| 2 de mayo de 2007, 21:45 (UTC-3) | Defensor Sporting             | 3:0 (1:0) | Flamengo | Estadio Centenario, Montevideo                             |                                                            |
|                                  | Navarro 5' 75' · González 49' | Reporte   |          | Asistencia: 26 921 espectadores Árbitro(s): Carlos Chandía | Asistencia: 26 921 espectadores Árbitro(s): Carlos Chandía |

| 9 de mayo de 2007, 21:45 (UTC-3) | Flamengo        | 2:0 (1:0) | Defensor Sporting | Estadio Maracaná, Río de Janeiro                            |                                                             |
|                                  | Renato 36', 48' | Reporte   |                   | Asistencia: 57 767 espectadores Árbitro(s): Héctor Baldassi | Asistencia: 57 767 espectadores Árbitro(s): Héctor Baldassi |

| 2 de mayo de 2007, 21:45 (UTC-3) | São Paulo   | 1:0 (1:0) | Grêmio | Estadio Morumbi, Sao Paulo                                  |                                                             |
|                                  | Miranda 14' | Reporte   |        | Asistencia: 33 397 espectadores Árbitro(s): Wagner Tardelli | Asistencia: 33 397 espectadores Árbitro(s): Wagner Tardelli |

| 9 de mayo de 2007, 21:45 (UTC-3) | Grêmio                       | 2:0 (1:0) | São Paulo | Estadio Olímpico Monumental, Porto Alegre                  |                                                            |
|                                  | Tcheco 18' · Diego Souza 75' | Reporte   |           | Asistencia: 42 669 espectadores Árbitro(s): Carlos Chandía | Asistencia: 42 669 espectadores Árbitro(s): Carlos Chandía |

| 3 de mayo de 2007, 19:00 (UTC-3) | Paraná     | 1:2 (0:0) | Libertad               | Estadio Durival de Britto e Silva, Curitiba                |                                                            |
|                                  | Josiel 52' | Reporte   | Marín 71' · Barone 90' | Asistencia: 8 393 espectadores Árbitro(s): Roberto Silvera | Asistencia: 8 393 espectadores Árbitro(s): Roberto Silvera |

| 10 de mayo de 2007, 20:00 (UTC-4) | Libertad    | 1:1 (1:0) | Paraná      | Estadio Defensores del Chaco, Asunción                   |                                                          |
|                                   | Gamarra 12' | Reporte   | Joelson 84' | Asistencia: 11 554 espectadores Árbitro(s): Rubén Selmán | Asistencia: 11 554 espectadores Árbitro(s): Rubén Selmán |

| 2 de mayo de 2007, 21:45 (UTC-3) | Boca Juniors                              | 3:0 (1:0) | Vélez Sarsfield | Estadio La Bombonera, Buenos Aires                          |                                                             |
|                                  | Riquelme 9' · Palermo 61' · Rodríguez 89' | Reporte   |                 | Asistencia: 38 657 espectadores Árbitro(s): Héctor Baldassi | Asistencia: 38 657 espectadores Árbitro(s): Héctor Baldassi |

| 9 de mayo de 2007, 19:15 (UTC-3) | Vélez Sarsfield              | 3:1 (2:1) | Boca Juniors | Estadio José Amalfitani, Buenos Aires                    |                                                          |
|                                  | Zárate 14', 36' · Ocampo 79' | Reporte   | Riquelme 34' | Asistencia: 30 232 espectadores Árbitro(s): Saúl Laverni | Asistencia: 30 232 espectadores Árbitro(s): Saúl Laverni |

### Cuartos de final
| 16 de mayo de 2007, 19:45 (UTC-5) | América | 0:0     | Santos | Estadio Azteca, Ciudad de México                            |                                                             |
|                                   |         | Reporte |        | Asistencia: 99 157 espectadores Árbitro(s): Roberto Silvera | Asistencia: 99 157 espectadores Árbitro(s): Roberto Silvera |

| 23 de mayo de 2007, 21:45 (UTC-3) | Santos                        | 2:1 (0:1) | América   | Estadio Urbano Caldeira, Santos                        |                                                        |
|                                   | Jonas 65' · Rodrigo Souto 71' | Reporte   | Bilos 32' | Asistencia: 21 925 espectadores Árbitro(s): Óscar Ruiz | Asistencia: 21 925 espectadores Árbitro(s): Óscar Ruiz |

| 15 de mayo de 2007, 21:00 (UTC-5) | Cúcuta Deportivo       | 2:0 (0:0) | Nacional | Estadio General Santander, Cúcuta                        |                                                          |
|                                   | Torres 74' · Pérez 89' | Reporte   |          | Asistencia: 42 400 espectadores Árbitro(s): Carlos Simon | Asistencia: 42 400 espectadores Árbitro(s): Carlos Simon |

| 22 de mayo de 2007, 20:15 (UTC-3) | Nacional              | 2:2 (1:1) | Cúcuta Deportivo         | Estadio Gran Parque Central, Montevideo                     |                                                             |
|                                   | Castro 11' · Vera 85' | Reporte   | Bustos 22' · Pajoy 90+1' | Asistencia: 19 842 espectadores Árbitro(s): Sergio Pezzotta | Asistencia: 19 842 espectadores Árbitro(s): Sergio Pezzotta |

| 16 de mayo de 2007, 19:30 (UTC-3) | Defensor Sporting         | 2:0 (2:0) | Grêmio | Estadio Centenario, Montevideo                           |                                                          |
|                                   | Sorondo 1' · Martínez 43' | Reporte   |        | Asistencia: 28 468 espectadores Árbitro(s): Rubén Selmán | Asistencia: 28 468 espectadores Árbitro(s): Rubén Selmán |

| 23 de mayo de 2007, 19:30 (UTC-3) | Grêmio                             | 2:0 (2:0) (4:2 p.)         | Defensor Sporting                        | Estadio Olímpico Monumental, Porto Alegre                   |                                                             |
|                                   | Tcheco 22' · Teco 45'              | Reporte                    |                                          | Asistencia: 42 387 espectadores Árbitro(s): Carlos Amarilla | Asistencia: 42 387 espectadores Árbitro(s): Carlos Amarilla |
|                                   |                                    | Tiros desde el punto penal |                                          |                                                             |                                                             |
|                                   | Patrício · Lúcio · Douglas · Ramón |                            | Fadeuille · Peinado · de Souza · Pereira |                                                             |                                                             |

| 17 de mayo de 2007, 21:15 (UTC-3) | Boca Juniors | 1:1 (0:0) | Libertad     | Estadio La Bombonera, Buenos Aires                     |                                                        |
|                                   | Palermo 90'  | Reporte   | Martínez 82' | Asistencia: 44 397 espectadores Árbitro(s): Óscar Ruiz | Asistencia: 44 397 espectadores Árbitro(s): Óscar Ruiz |

| 24 de mayo de 2007, 20:15 (UTC-4) | Libertad | 0:2 (0:0) | Boca Juniors               | Estadio Defensores del Chaco, Asunción                     |                                                            |
|                                   |          | Reporte   | Riquelme 61' · Palacio 71' | Asistencia: 29 137 espectadores Árbitro(s): Carlos Chandía | Asistencia: 29 137 espectadores Árbitro(s): Carlos Chandía |

### Semifinales
| 30 de mayo de 2007, 21:45 (UTC-3) | Grêmio                                 | 2:0 (2:0) | Santos | Estadio Olímpico Monumental, Porto Alegre                   |                                                             |
|                                   | Tcheco 34' (pen.) · Carlos Eduardo 36' | Reporte   |        | Asistencia: 44 646 espectadores Árbitro(s): Sergio Pezzotta | Asistencia: 44 646 espectadores Árbitro(s): Sergio Pezzotta |

| 6 de junio de 2007, 21:45 (UTC-3) | Santos                              | 3:1 (1:1) | Grêmio          | Estadio Urbano Caldeira, Santos                           |                                                           |
|                                   | Renatinho 45', 60' · Zé Roberto 76' | Reporte   | Diego Souza 23' | Asistencia: 19 788 espectadores Árbitro(s): Carlos Torres | Asistencia: 19 788 espectadores Árbitro(s): Carlos Torres |

| 31 de mayo de 2007, 19:00 (UTC-5) | Cúcuta Deportivo            | 3:1 (1:1) | Boca Juniors | Estadio General Santander, Cúcuta                           |                                                             |
|                                   | Pérez 38', 65' · Bustos 83' | Reporte   | Ledesma 27'  | Asistencia: 42 000 espectadores Árbitro(s): Carlos Amarilla | Asistencia: 42 000 espectadores Árbitro(s): Carlos Amarilla |

| 7 de junio de 2007, 19:15 (UTC-3) | Boca Juniors                               | 3:0 (1:0) | Cúcuta Deportivo | Estadio La Bombonera, Buenos Aires                          |                                                             |
|                                   | Riquelme 44' · Palermo 55' · Battaglia 84' | Reporte   |                  | Asistencia: 37 488 espectadores Árbitro(s): Roberto Silvera | Asistencia: 37 488 espectadores Árbitro(s): Roberto Silvera |

### Final
| Ida; 13 de junio de 2007, 21:45 (UTC-3) | Boca Juniors                                     | 3:0 (1:0) | Grêmio | La Bombonera, Buenos Aires                                  |                                                             |
|                                         | Palacio 18' · Riquelme 73' · Patrício 89' (a.g.) | Reporte   |        | Asistencia: 39.993 espectadores Árbitro(s): Jorge Larrionda | Asistencia: 39.993 espectadores Árbitro(s): Jorge Larrionda |

| Vuelta; 20 de junio de 2007, 21:45 (UTC-3) | Grêmio | 0:2 (0:0) | Boca Juniors      | Estadio Olímpico Monumental, Porto Alegre              |                                                        |
|                                            |        | Reporte   | Riquelme 68', 80' | Asistencia: 43.952 espectadores Árbitro(s): Óscar Ruiz | Asistencia: 43.952 espectadores Árbitro(s): Óscar Ruiz |

|                                 |
| Bandera de Argentina            |
| Campeón Boca Juniors 6.º título |

## Estadísticas y premios

### Mejor Jugador
| Jugador             | Club         |
| ------------------- | ------------ |
| Juan Román Riquelme | Boca Juniors |

### Goleadores
| Jugador             | Club             | Goles |
| ------------------- | ---------------- | ----- |
| Salvador Cabañas    | América          | 10    |
| Juan Román Riquelme | Boca Juniors     | 8     |
| Blas Pérez          | Cúcuta Deportivo | 8     |
| Zé Roberto          | Santos           | 7     |
| Humberto Suazo      | Colo-Colo        | 5     |
| Miguel Mostto       | Cienciano        | 4     |